# Hofors samrealskola
Hofors samrealskola var en realskola i Hofors verksam från 1938 till 1969.

## Historia
1920 inrättades skolan som en högre folkskola, från 1935 med fyra årsklasser. 1 januari 1938 ombildades denna till en kommunal mellanskola. Denna ombildades successivt med start 1946 till en samrealskola.

Realexamen gavs från 1938 till 1969.
Skolbyggnaden som stod färdig 1950 användes efter realskoletiden av Hagaskolan.